# Яули (провинция)
Яули (исп. Provincia de Yauli, кечуа Yawli pruwinsya ) — одна из 9 провинций перуанского региона Хунин. Площадь составляет 3 617,35 км². Население по данным на 2007 год — 49 838 человек. Плотность населения — 13,78 чел/км². Столица — город Ла-Оройя.

## История
Провинция была образована 10 декабря 1906 года.

## География
Расположена в западной части региона. Граничит с провинциями: Хунин и Тарма (на востоке), Хауха (на юге), а также с регионами Паско (на севере) и Лима (на западе).

## Административное деление
В административном отношении делится на 10 районов:
- Ла-Ороя
- Чакапальпа
- Уай-Уай
- Маркапомакоча
- Морокоча
- Пакча
- Санта-Барбара-де-Каруакаян
- Санта-Роса-де-Сакко
- Суитуканча
- Яули